# 漢格巷站
漢格巷站（英語：Hanger Lane tube station）是一個位於倫敦西和西北部邊界伊靈區漢格丘的倫敦地鐵車站，屬中央線的西萊斯里普支線，介於佩里韋爾和北阿克頓之間，是倫敦第3收費區。
此站可步行至皮卡迪利線的皇家公園站，兩線在漢格巷站以東交叉。

## 歷史
大西部鐵路於1904年5月1日在此站以東建立了特威福德·阿比停車處，作為大西部鐵路和大中央鐵路聯合鐵路計劃（新北主線）前往高威科姆。該站在1911年5月1日關閉，由布倫特姆站取代，後來改名「北伊靈的布倫特姆」站（Brentham (for North Ealing)），該站位於現時位置以西。該站在1915年至1920年間因第一次世界大戰經濟困難而關閉。布倫特姆和大部分介於北阿克頓和西萊斯里普之間的主線鐵路車站在1947年一同關閉，而中央線則從北阿克頓經1935年倫敦交通乘客局新工程計劃新建的電氣化軌道延長，該計劃受第二次世界大戰影響而延誤。
中央線車站在1947年6月30日因鄰近同名道路以「漢格巷」名義啟用。
車站的入口和票務廳的屋頂形成漢格巷迴旋系統的中心，該中心是一個位於西倫敦的複合迴旋處，是A40西大道下穿A406北環路。所有乘客必須使用迴旋處下方的行人隧道進入車站，而該車站位於地面之上。

## 發展
2004年跨國公司帝亞吉歐同意在東面的皇家公園站興建額外的中央線月台作為第一中央商業園區的一部分，建於現時已經拆除的吉尼斯釀酒廠原址。截至2013年2月並無任何工程。
2012年車站大樓外牆重新上色、翻新和安裝新的倫敦地鐵標誌。

## 接駁交通
倫敦巴士95、112、226、483、487路服務此站。

## 圖片

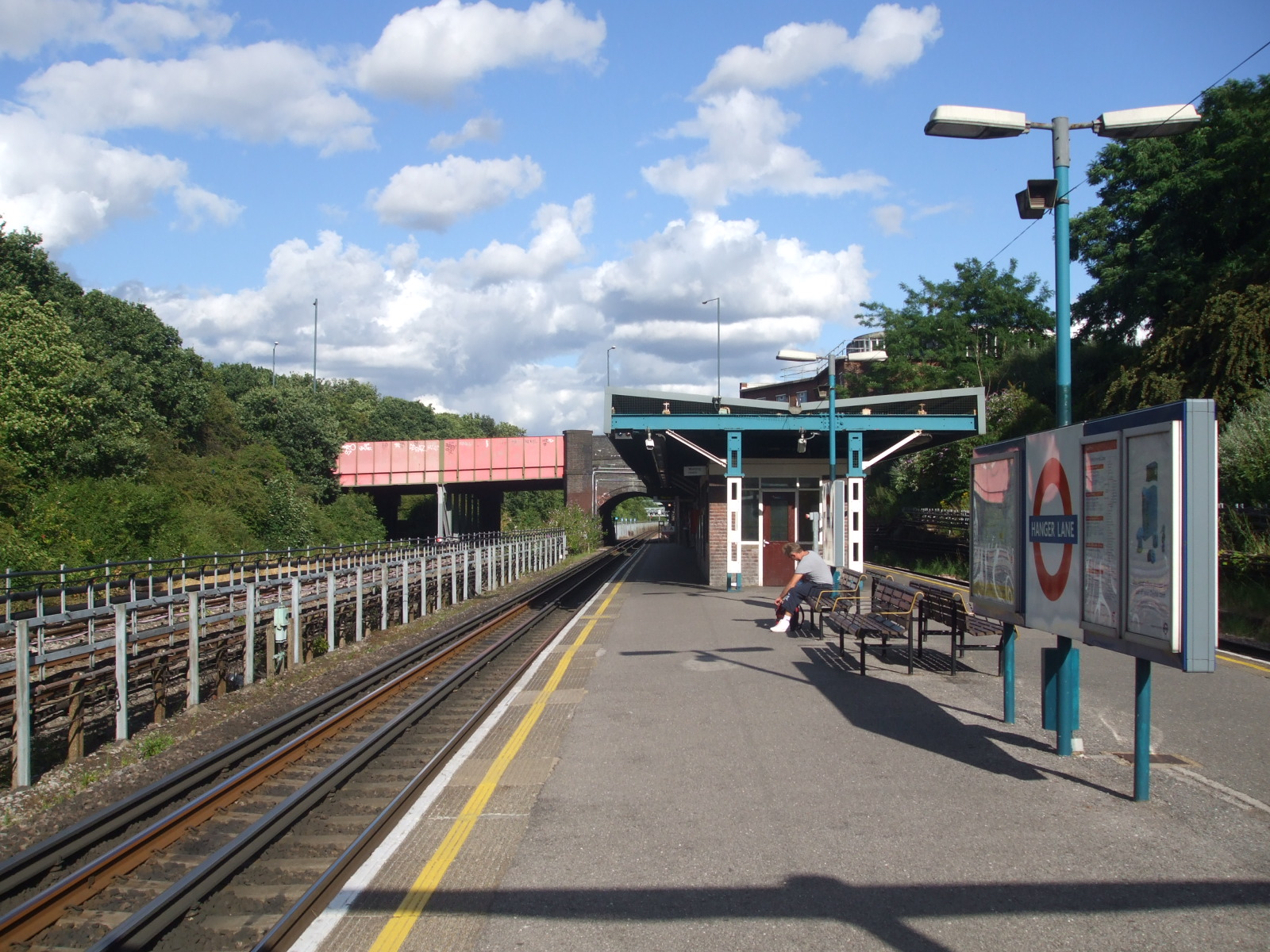
東望
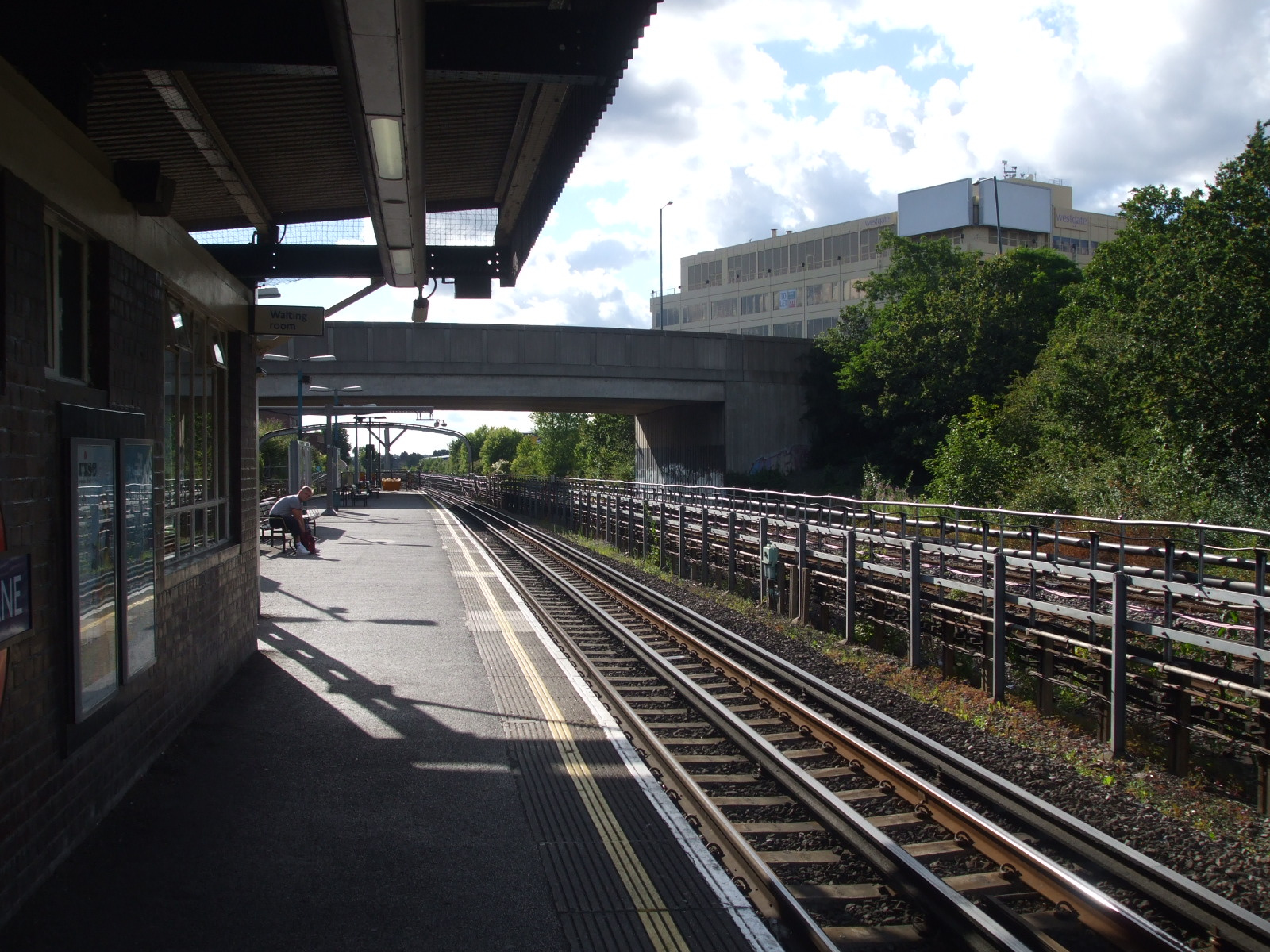
西望
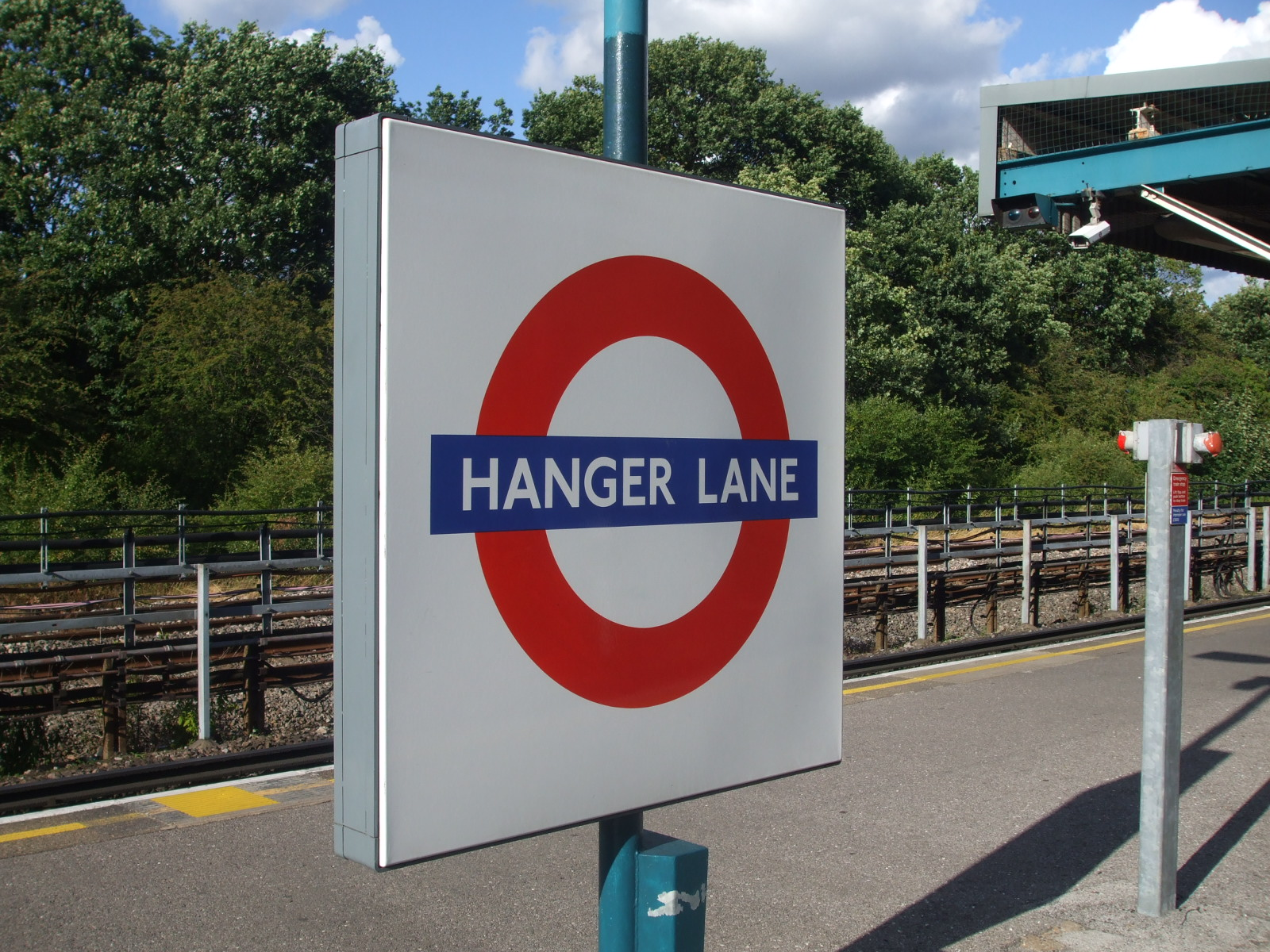
西行月台面的標誌